# 梅戈爾斯科耶湖
60°54′1″N 35°52′21″E / 60.90028°N 35.87250°E
梅戈爾斯科耶湖（俄语：Мегорское），是俄羅斯的湖泊，位於該國西北部，由沃洛格達州負責管轄，長8公里、寬5.5公里，面積40.5平方公里，海拔高度33米，湖岸線長度17公里，平均水深1.6米，最大水深3.1米。